# Октябрьская улица (Чехов, Московская область)
Октябрьская улица — улица в центральной части города Чехов Московской области. Улица названа в честь Великой Октябрьской социалистической революции 1917 года.

## Описание
Улица берет свое начало от пересечения с улицей Мира и улицей Весенняя и уходит в восточном, а позднее северо-восточном направлении. Заканчивается улица на пересечении с железнодорожными путями Курского направления Московской железной дороги.
Октябрьскую улицу пересекает Лесная улица. Справа по ходу движения с начала улицы примыкает Вокзальная улица. Слева по ходу движения с начала улицы примыкают Весенняя улица, Офицерская улица, Центральная улица и Серпуховской переулок.
Нумерация домов начинается со стороны пересечения с улицей Мира и Весенней улицы.
На всем своем протяжении улица является улицей с двусторонним движением.
Почтовый индекс улицы — 142301.

## Примечательные здания и сооружения
- Парк Березовая Роща — вдоль Октябрьской улицы между Весенней улицей и Лесной улицей. В 2019 году в рамках губернаторской программы «Наше Подмосковье» в парке была построена новая детская и спортивная площадка[2].
- Территория вдоль реки Теребенка (улица Огородная и улица Набережная). В 2020 году была представлена концепция благоустройства территории с обустройством пляжа, размещением детских и спортивных площадок, зоны с арт-объектами, амфитеатр[3]. Проект стал одним из победителей IV Всероссийского конкурса лучших проектов создания комфортной городской среды[4].
- Государственное бюджетное учреждение ветеринарии Московской области ТВУ № 5 Чеховская ветеринарная станция — владение 2.

## Транспорт
По Октябрьской улице проходят городские автобусные маршруты № 8 и № 10 к.